# 闇夜に燈
「闇夜に燈」（やみよにともしび、Light in Dark Night）は、日本の女性アイドルグループ・Party Rockets GTの楽曲。2018年12月5日に同グループ通算10枚目のシングルとして発売された。 

## 概要
Party Rockets GT（以下、パティロケと略す）名義としては5枚目のシングル。またパティロケが2020年2月末をもって現体制での活動を終了しているため、現時点での最新シングルでもある。
2017年12月に加入したARISAが前作「NON STOP ROCK」（2018年3月14日）のみで脱退（2018年10月9日付）したため、本作はAYUMI、HARUKA、NANASE、SAEの4人体制で制作された。ARISAの脱退に伴い、パティロケは新メンバーの募集を行うとアナウンスされていたが、結局追加メンバーが入ることなく現体制終了を迎えている。
「闇夜に燈」のミュージックビデオはシミズカケルが演出している。MVは有名FPSゲーム風の演出となっており、メンバーのHARUKAがPOV撮影を手掛けた。
2018年12月29日未明放送『バズリズム02』（日本テレビ）の「あの人ランキング」コーナーで、俳優の波岡一喜が本曲を取り上げた。

## シングル収録トラック
1. 闇夜に燈
（作詞・作曲：井上卓也）
2. Brand new day
（作詞・作曲・編曲：山下智輝）
3. DREAM:GAME
（作詞：菊池 諒 / 作曲・編曲：鶴田知己）

## 映像外部リンク
- Party Rockets GT「闇夜に燈」 - YouTube
- Party Rockets GT「闇夜に燈」MVメイキング - YouTube
- Party Rockets GT「Brand new day」LIVE映像（2018年11月24日） - YouTube
- Party Rockets GT「DREAM:GAME」LIVE映像（2018年11月24日） - YouTube